# Imam Pathuroman
Imam Fathuroman (sinh ngày 31 tháng 8 năm 1994) là một cầu thủ bóng đá người Indonesia hiện tại thi đấu cho PS TNI ở Indonesia Soccer Championship.